# Eupackardia calleta
Eupackardia calleta är en fjärilsart som beskrevs av John Obadiah Westwood 1853. Eupackardia calleta ingår i släktet Eupackardia och familjen påfågelsspinnare. Inga underarter finns listade i Catalogue of Life.

## Bildgalleri

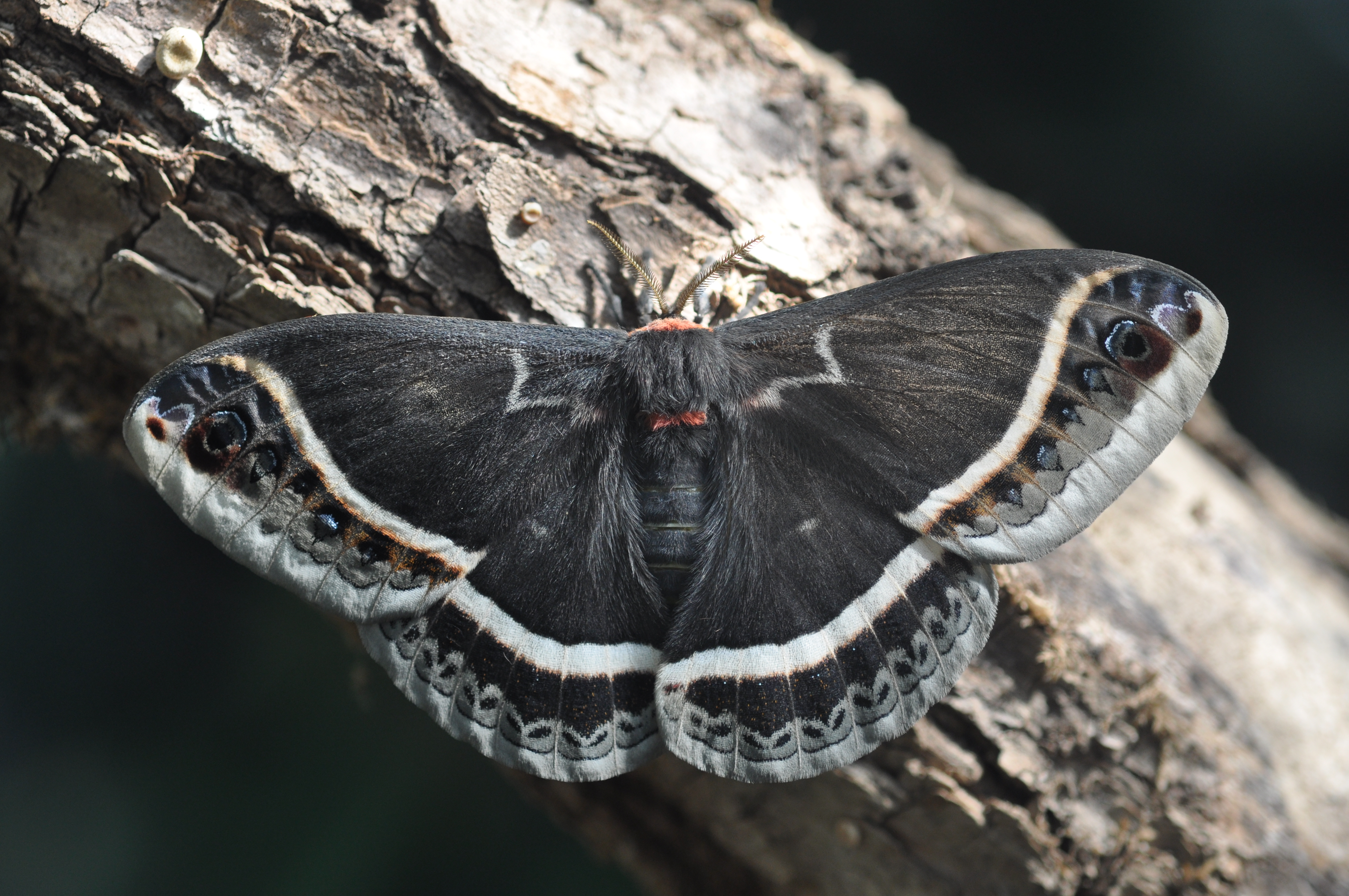
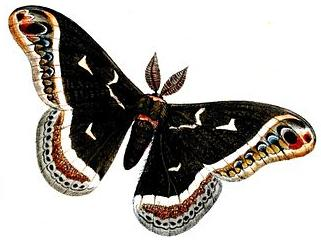
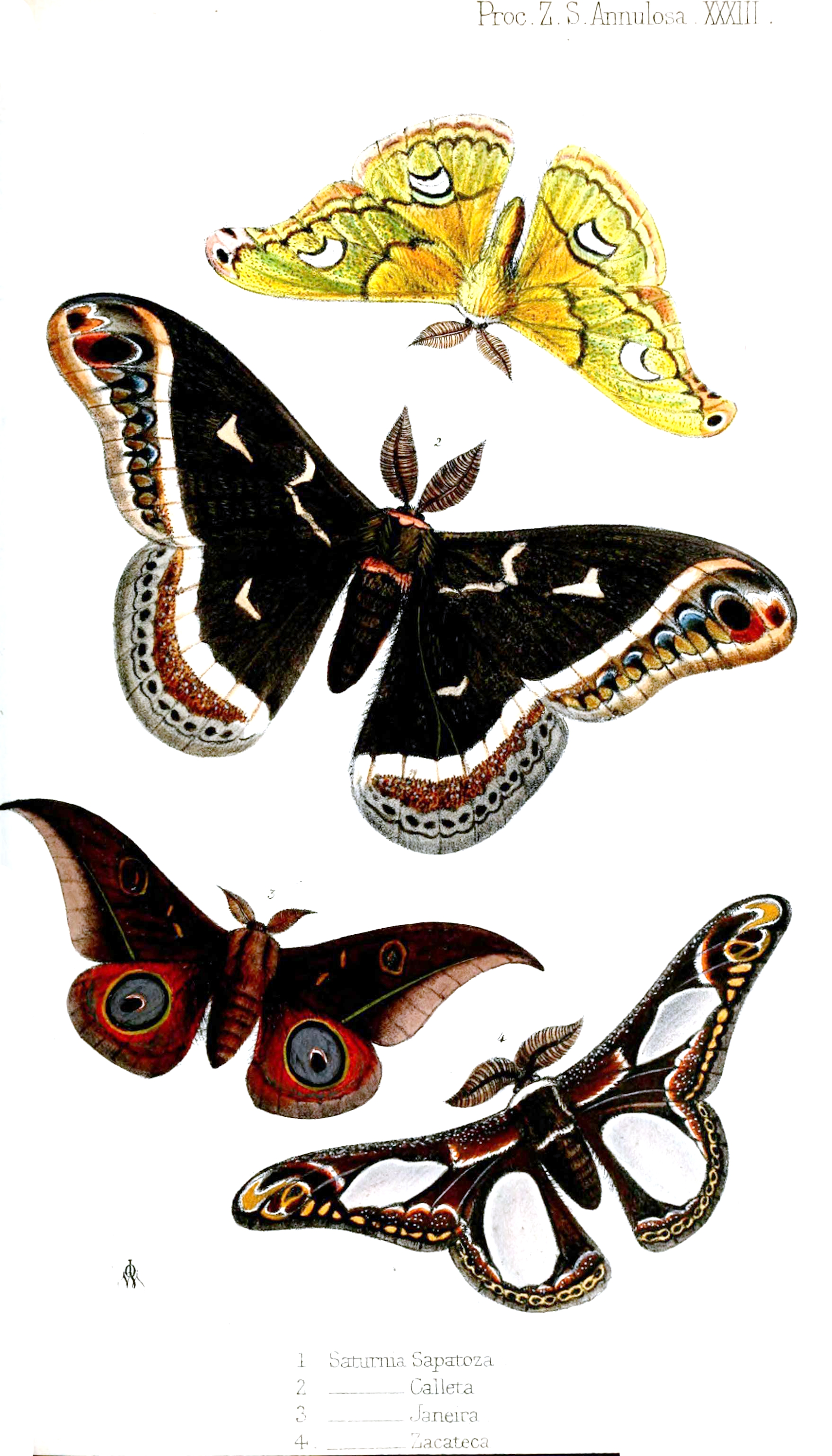
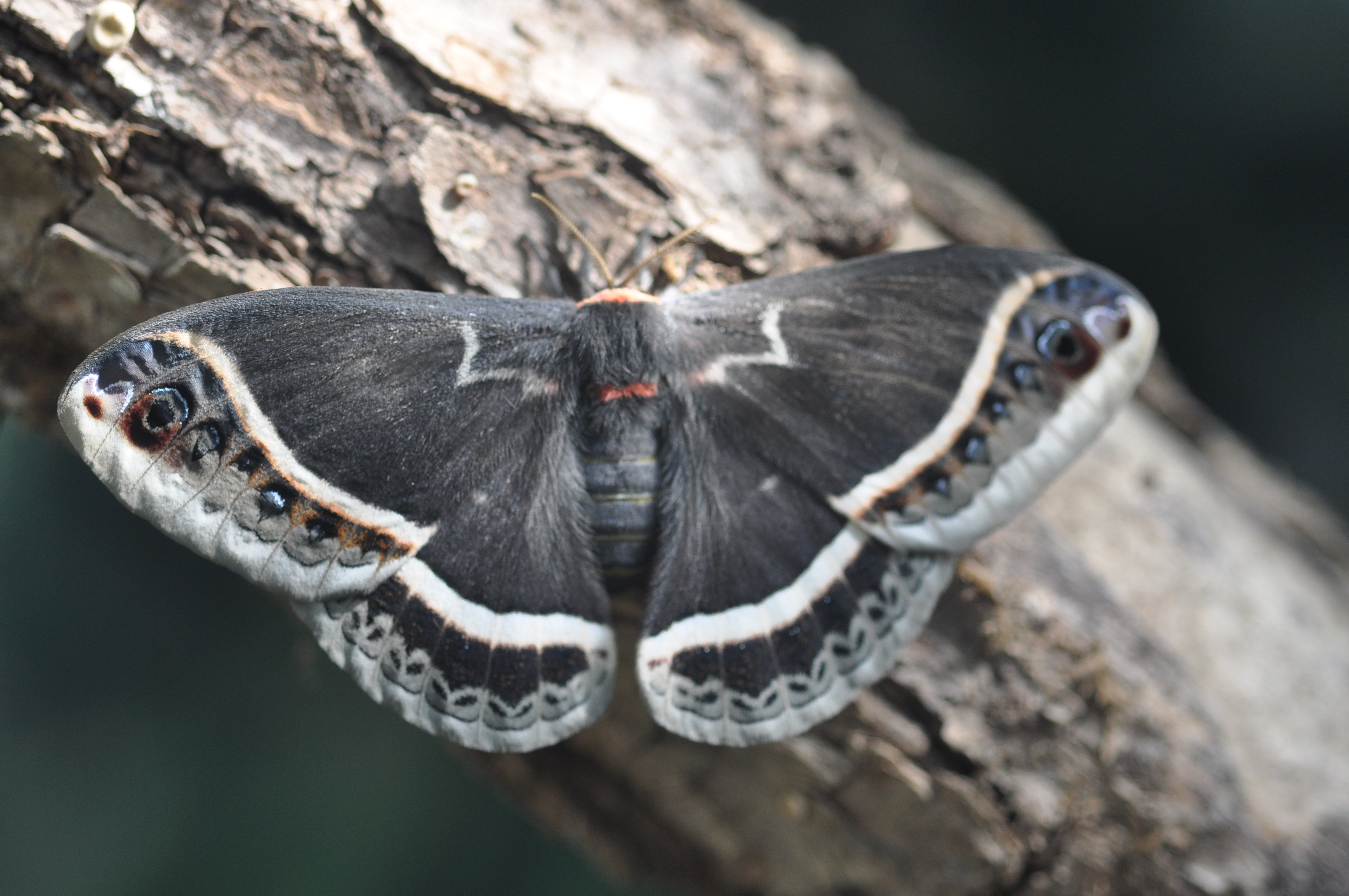